# Right Said Fred
Right Said Fred est un groupe de musique pop rock anglais, formé à Londres en 1989 par les frères Fred et Richard Fairbrass et leur ami Rob Manzoli. Ils sont notamment connus pour être les interprètes de la chanson I'm Too Sexy, sortie en 1991.

## Discographie

### Albums
- 1992 : Up
- 1993 : Sex and Travel
- 1996 : Smashing!
- 2001 : Fredhead
- 2002 : Stand Up
- 2006 : For Sale
- 2008 : I'm a Celebrity
- 2011 : Stop the World

### Singles
- 1991 : I'm Too Sexy (n°1 au Billboard Hot 100)
- 1991 : Don't Talk Just Kiss
- 1992 : Deeply Dippy
- 1992 : Those Simple Things / Daydream
- 1993 : Stick It Out
- 1993 : Bumped
- 1993 : Hands Up (4 Lovers)
- 1994 : Wonderman
- 2001 : Mojive
- 2001 : You're My Mate